# Demografie von Brooklyn

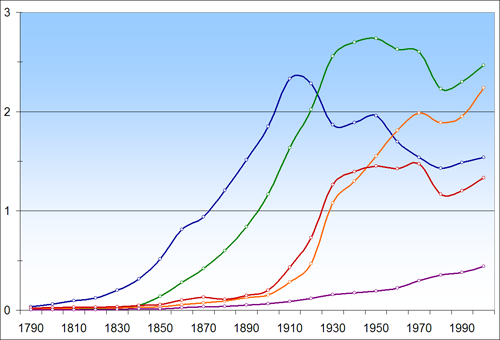
Historische Einwohnerzahlen der New Yorker Stadtbezirke (in Millionen). Farben: Brooklyn, Bronx, Manhattan, Queens, Staten Island.

Brooklyn ist mit 2.736.074 Einwohnern (Stand: 1. April 2020) der größte der fünf Stadtbezirke von New York City. Bei einer Landfläche von 182,9 km² entspricht dies einer Bevölkerungsdichte von 14.959 Einwohnern je Quadratkilometer. Das jährliche Bevölkerungswachstum beträgt 0,9 Prozent (Durchschnitt 2010–2020).

## Einwohnerentwicklung
Das Gebiet des heutigen Brooklyn verzeichnete im 19. und frühen 20. Jahrhundert ein starkes Bevölkerungswachstum. Die Ortschaften in Kings County hatten zu Beginn des 19. Jahrhunderts zusammen etwa 5000 Einwohner. Als Brooklyn 1898 nach einer Volksabstimmung nach New York City eingemeindet wurde, hatte es bereits mehr als eine Million Einwohner. 30 Jahre später erreichte die Bevölkerungszahl 2,5 Millionen. In der Folge schwächte sich das Wachstum deutlich ab, bis die Einwohnerzahl im Jahr 1950 mit 2,74 Millionen ihren historischen Höchststand erreichte. Der anschließende Bevölkerungsrückgang belief sich bis 1980 auf insgesamt fast ein Fünftel. Seitdem ist die Einwohnerzahl erneut leicht steigend, sodass sie heute nahezu wieder den Stand von 1930 erreicht hat. Brooklyn hat Manhattan gemessen an der Einwohnerzahl Mitte der 1920er Jahre überholt und ist seitdem der größte der fünf New Yorker Stadtbezirke.
| Jahr | Einwohner | Wachstum |
| ---- | --------- | -------- |
| 1698 | 2.017     | N/A      |
| 1712 | 1.925     | −0,3 %   |
| 1723 | 2.218     | 1,3 %    |
| 1731 | 2.150     | −0,4 %   |
| 1737 | 2.348     | 1,5 %    |
| 1746 | 2.331     | −0,1 %   |
| 1756 | 2.707     | 1,5 %    |
| 1771 | 3.623     | 2,0 %    |
| 1790 | 4.549     | 1,2 %    |
| 1800 | 5.740     | 2,4 %    |
| 1810 | 8.303     | 3,8 %    |

| Jahr | Einwohner | Wachstum |
| ---- | --------- | -------- |
| 1820 | 11.187    | 3,0 %    |
| 1830 | 20.535    | 6,3 %    |
| 1840 | 47.613    | 8,8 %    |
| 1850 | 138.882   | 11,3 %   |
| 1860 | 279.122   | 7,2 %    |
| 1870 | 419.921   | 4,2 %    |
| 1880 | 599.495   | 3,6 %    |
| 1890 | 838.547   | 3,4 %    |
| 1900 | 1.166.582 | 3,4 %    |
| 1910 | 1.634.351 | 3,4 %    |
| 1920 | 2.018.356 | 2,1 %    |

| Jahr | Einwohner | Wachstum |
| ---- | --------- | -------- |
| 1930 | 2.560.401 | 2,4 %    |
| 1940 | 2.698.285 | 0,5 %    |
| 1950 | 2.738.175 | 0,1 %    |
| 1960 | 2.627.319 | −0,4 %   |
| 1970 | 2.602.012 | −0,1 %   |
| 1980 | 2.231.028 | −1,5 %   |
| 1990 | 2.300.664 | 0,3 %    |
| 2000 | 2.465.326 | 0,7 %    |
| 2010 | 2.504.700 | 0,2 %    |
| 2020 | 2.736.074 | 0,9 %    |

Wachstum = durchschnittliches jährliches Bevölkerungswachstum
Quellen: 1698–1771,
1790–1990,
2000,
2010,
2020

## Bevölkerungsgruppen und Herkunft

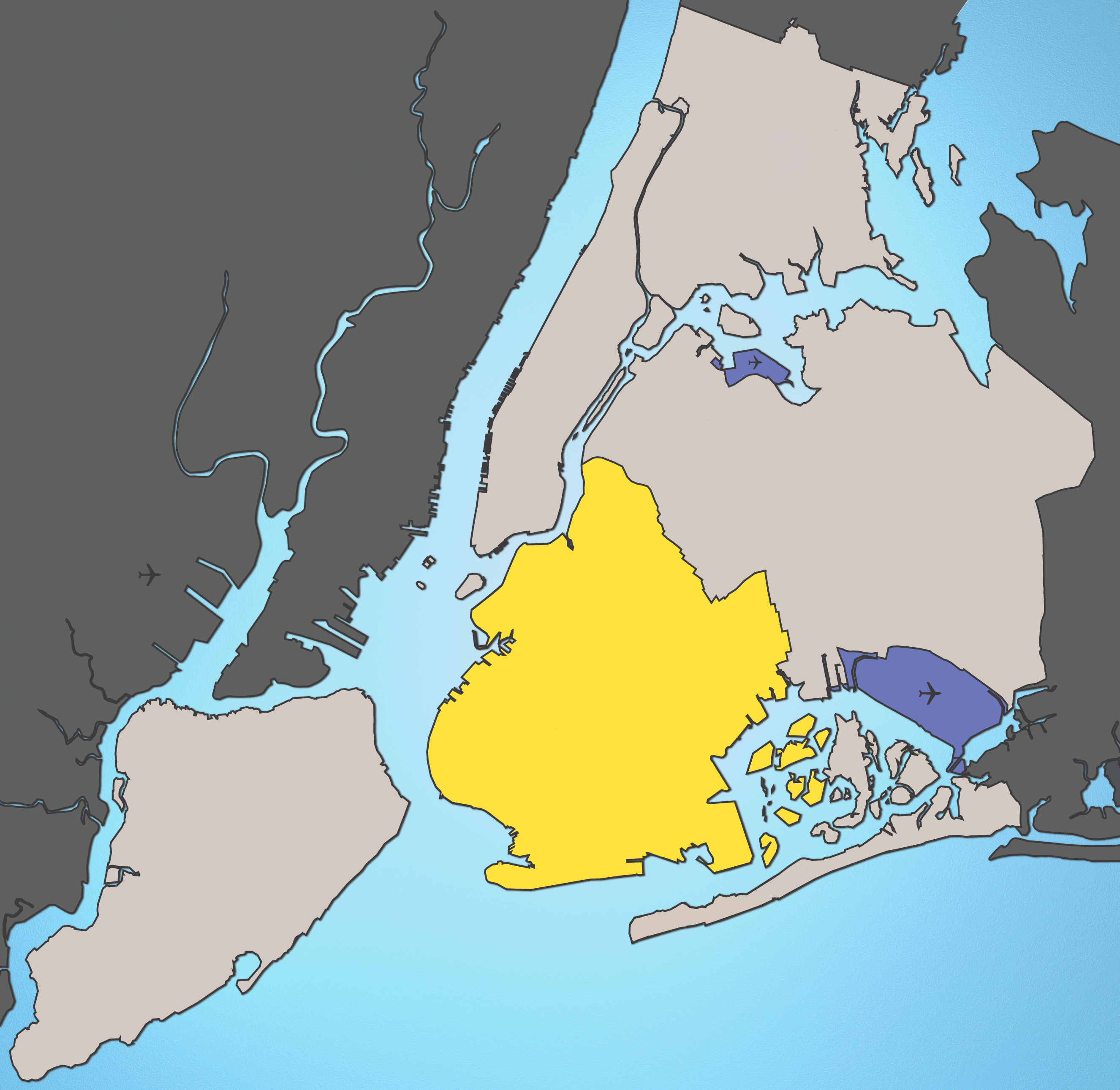
Lage Brooklyns (gelb) in New York City (die Flughäfen La Guardia im Norden und J. F. Kennedy im Süden sind blau eingefärbt).

In Brooklyn leben zahlreiche unterschiedliche Bevölkerungsgruppen, die alle Einwanderungswellen der Vereinigten Staaten widerspiegeln. Die ersten Siedler waren Niederländer und Briten, später wanderten Deutsche und Italiener ein. Im Rahmen der Great Migration zogen verstärkt ab der Mitte des 20. Jahrhunderts viele ehemalige schwarze Sklaven aus den Südstaaten und auch Puerto-Ricaner nach Brooklyn. In den letzten Jahrzehnten stammen die meisten Migranten hingegen aus anderen Ländern der Karibik sowie aus Asien und Osteuropa. Bedingt durch die nach wie vor starke Zuwanderung sind heute 40,1 Prozent aller Einwohner außerhalb der Vereinigten Staaten geboren (ACS 2009). Wie in den Vereinigten Staaten meistens üblich leben die einzelnen Bevölkerungs- bzw. Herkunftsgruppen auch in Brooklyn weitgehend räumlich getrennt in eigenen Stadtvierteln. Während das südliche und westliche Brooklyn von Weißen geprägt ist, leben im Norden und Osten hauptsächlich Afroamerikaner und Hispanics.
Mit einem Anteil von 35,4 Prozent sind Weiße die größte Bevölkerungsgruppe (Census 2020). Damit ist Brooklyn ein so genannter Majority-Minority County, das heißt, dass nicht-hispanische Weiße in diesem County weniger als die Hälfte der Einwohner ausmachen. Die häufigsten europäischen Herkunftsgruppen sind Italiener mit 126.080 Personen (4,6 Prozent der Bevölkerung), 120.057 Iren (4,4 Prozent), 92.926 Engländer (3,4 %), 88.599 Deutsche (3,2 %), 85.543 Russen (3,1 %), 51.523 Polen (1,9 %), 31.779 Ukrainer, 27.989 Franzosen, 24.097 Schotten, 17.628 Ungarn, 13.480 Griechen, 10.293 Schweden sowie unter anderem 5.532 Österreicher und 3.548 Schweizer. Ferner leben in Brooklyn 73.380 Araber (darunter viele Ägypter und Syrer) und 10.509 Israelis, die ebenfalls zu den Weißen gezählt werden.
Die Wohngebiete der europäischstämmigen Amerikaner konzentrieren sich auf die südlichen und westlichen Stadtteile Brooklyns. Den höchsten Anteil an nicht-hispanischen Weißen weist der Community District 15 mit 75,5 Prozent, den niedrigsten der Community District 16 mit 0,7 Prozent auf (Census 2000). Italo-Amerikaner stellen die Mehrheit in den Stadtvierteln Bensonhurst, Gravesend und Bay Ridge. Hingegen sind Brighton Beach und Sheepshead Bay von Russisch-Amerikanern, Gerritsen Beach und Marine Park von Irisch-Amerikanern sowie Greenpoint und Greenwood Heights von Polnisch-Amerikanern geprägt. Unabhängig von der nationalen Herkunft gehören über 40 Prozent der nicht-hispanischen Weißen dem jüdischen Glauben an. Juden stellen die Bevölkerungsmehrheit in den Stadtteilen Borough Park und Midwood.
26,7 Prozent der Einwohner sind Schwarze und Afroamerikaner. Nach Herkunftsgruppen sind 12,6 Prozent der Bevölkerung Westinder, darunter 89.400 Jamaikaner (3,5 Prozent), 71.600 Haitianer (2,8 Prozent), 50.800 Trinidader und Tobagoer sowie 17.300 Barbadier. In Brooklyn leben außerdem 60.100 Einwanderer aus Afrika südlich der Sahara (ACS 2009). Den höchsten Anteil an Schwarzen weist der Community District 17 mit 88,4 Prozent, den geringsten der Community District 11 mit 0,4 Prozent auf (Census 2000). Das traditionelle kulturelle Zentrum der Afroamerikaner in Brooklyn ist der Stadtteil Bedford–Stuyvesant, wo sie seit den 1930er Jahren nach dem Bau der A-Linie der U-Bahn-Verbindung zwischen Harlem und Bedford die Bevölkerungsmehrheit stellen. Weitere mehrheitlich afroamerikanische Stadtviertel im nördlichen und östlichen Brooklyn, die alle um Bedford–Stuyvesant herum liegen, sind Brownsville, Canarsie, Crown Heights, East Flatbush, Prospect Lefferts-Gardens, East New York und Fort Greene. Schwarze stellen in diesen Stadtteilen zusammen etwa 940.000 Einwohner bzw. 82 Prozent der Bevölkerung. Damit handelt es sich um das größte mehrheitlich afroamerikanische Siedlungsgebiet in den Vereinigten Staaten. Abgesehen davon machen Schwarze in ganz Brooklyn einen bedeutenden Anteil der Bewohner im sozialen Wohnungsbau aus.
18,9 Prozent der Einwohner von Brooklyn sind Hispanics bzw. Latinos. Nach Hautfarben handelt es sich dabei um 9,7 Prozent Weiße, 1,6 Prozent Schwarze, 0,7 Prozent haben sich einer anderen und die restlichen 7,6 Prozent keiner der vorgegebenen Rassen zugeordnet. Puerto-Ricaner sind mit 140.029 Personen (5,1 Prozent der Bevölkerung) unter den Hispanics die größte und traditionell bedeutendste Herkunftsgruppe. Ebenfalls zu den Latinos zählen die 101.436 in Brooklyn lebenden Dominikaner, 100.256 Mexikaner, 30.895 Ecuadorianer, 13.199 Panamaer, 12.431 Kolumbianer und 10.935 Honduraner sowie unter anderem 5515 Spanier. Die Stadtviertel, die heute überwiegend von Hispanics bewohnt sind, befinden sich im Osten und Nordosten von Brooklyn und waren zuvor afroamerikanisch geprägt, dazu zählen Bushwick, East Williamsburg und Cypress Hills. Auch in Sunset Park im Süden Brooklyns leben viele Latinos. Den höchsten Anteil an Hispanics weist der Community District 4 mit 67,2 Prozent, den geringsten der Community District 15 mit 6,4 Prozent auf (Census 2000).
Asiaten sind die am stärksten wachsende Bevölkerungsgruppe, die mittlerweile 13,6 Prozent der Einwohner von Brooklyn stellt. Darunter sind Chinesen mit 237.873 Personen (8,7 Prozent) die deutlich größte Gruppe, ferner sind 39.266 Inder, 28.136 Pakistaner, 19.963 Bangladescher, 14.995 Philippiner, 13.898 Koreaner, 9.520 Japaner und 7.698 Vietnamesen. Den höchsten Anteil an Asiaten (einschließlich Pazifischen Insulanern) weist der Community District 11 mit 23,0 Prozent, den geringsten der Community District 16 mit 0,6 Prozent auf (Census 2000). Besonders viele Asiaten leben im südlichen Brooklyn, in Stadtteilen wie Sunset Park und Homecrest.
Im 20. Jahrhundert fanden in Brooklyn erhebliche Veränderungen der Bevölkerungszusammensetzung statt. Während der Stadtbezirk zu Beginn des Jahrhunderts noch fast ausschließlich von Weißen bewohnt war (1910: 99 Prozent), sank ihr Anteil bis zum Jahr 2000 auf 41 Prozent (einschließlich weiße Hispanics). Der Anteil der Schwarzen stieg hingegen von (1910) 1 Prozent auf (1990) 38 Prozent. Während der Westen und Süden des Boroughs bis heute hauptsächlich von Weißen bewohnt ist, fand im Osten und Norden durch die Zuwanderung von Schwarzen und später auch Hispanics ein nahezu vollständiger Austausch der Wohnbevölkerung statt. Die um Bedford–Stuyvesant liegenden Stadtviertel wie Brownsville, Canarsie und East New York waren zuvor von Italienern und Juden geprägt, bis sie zu einer afroamerikanischen und puerto-ricanischen Bevölkerungsmehrheit wechselten. Diese Wanderungsbewegungen fanden vor allem in den 1950er bis 1970er Jahren statt, als mit Zuwanderung von Schwarzen und Hispanics soziale Probleme zunahmen und insgesamt fast 500.000 hauptsächlich weiße Einwohner Brooklyn verließen. Die meisten zogen nach Queens, Staten Island oder in Counties von Long Island und New Jersey.
Die folgenden Tabellen stellen die Daten zur Bevölkerung von Brooklyn im Einzelnen dar. Alle Angaben sind die Ergebnisse von Befragungen des United States Census Bureau.
| Ethnie1)                       | Census 2020 | Census 2010 | Census 2000 | Census 1990 | Census 1980 |
| ------------------------------ | ----------- | ----------- | ----------- | ----------- | ----------- |
| Weiße                          | 35,4 %      | 35,7 %      | 34,7 %      | 40,1 %      | 48,6 %      |
| Schwarze oder Afroamerikaner   | 26,7 %      | 31,9 %      | 34,4 %      | 34,7 %      | N/A         |
| Hispanics oder Latinos         | 18,9 %      | 19,8 %      | 19,8 %      | 20,1 %      | 17,6 %      |
| Asiaten                        | 13,6 %      | 10,4 %      | 7,5 %       | 4,6 %       | N/A         |
| Native und Ureinwohner Alaskas | N/A         | 0,2 %       | 0,2 %       | 0,2 %       | N/A         |
| sonstige Ethnien2)             | 1,4 %       | 0,4 %       | 0,7 %       | 0,3 %       | 33,8 %      |
| zwei oder mehr Ethnien         | 4,1 %       | 1,6 %       | 2,8 %       | N/A         | N/A         |

1) Das U.S. Census Bureau unterscheidet die beiden Ethnien Hispanics und Nicht-Hispanics (Hispanic or Not Hispanic); die Nicht-Hispanics sind hier weiter nach Hautfarben (Races) unterteilt;  2)Personen, die sich keiner der vorgegebenen Hautfarben zugeordnet haben
Quellen:
2020,
2010,
2000,
1990,
1980
| Population                     | Census 2010 | Census 2000 | Census 1990 | Census 1980 | Census 1970 | Census 1960 | Census 1950 | Census 1940 | Census 1930 | Census 1920 |
| ------------------------------ | ----------- | ----------- | ----------- | ----------- | ----------- | ----------- | ----------- | ----------- | ----------- | ----------- |
| Weiße                          | 42,8 %      | 41,2 %      | 46,9 %      | 56,0 %      | 73,2 %      | 85,5 %      | 92,2 %      | 95,9 %      | 97,2 %      | 98,3 %      |
| Schwarze oder Afroamerikaner   | 34,3 %      | 36,4 %      | 37,9 %      | 32,4 %      | 25,2 %      | 14,1 %      | 7,6 %       | 4,0 %       | 2,7 %       | 1,6 %       |
| Asiaten                        | 10,5 %      | 7,5 %       | 4,8 %       | 1,9 %       | 0,6 %       | 0,2 %       | 0,1 %       | 0,1 %       | 0,1 %       | 0,1 %       |
| Native und Ureinwohner Alaskas | 0,5 %       | 0,4 %       | 0,3 %       | 0,1 %       | 0,1 %       | 0,0 %       | 0,0 %       | 0,0 %       | 0,0 %       | 0,0 %       |
| Pazifische Insulaner           | 0,0 %       | 0,1 %       | 0,0 %       | N/A         | N/A         | N/A         | N/A         | N/A         | N/A         | N/A         |
| sonstige Ethnien1)             | 8,8 %       | 10,2 %      | 10,0 %      | 9,5 %       | 0,8 %       | 0,1 %       | 0,1 %       | N/A         | N/A         | N/A         |
| zwei oder mehr Ethnien         | 3,0 %       | 4,3 %       | N/A         | N/A         | N/A         | N/A         | N/A         | N/A         | N/A         | N/A         |

| Population                     | Census 1910 | Census 1900 | Census 1890 | Census 1880 | Census 1870 | Census 1860 | Census 1850 | Census 1840 | Census 1830 | Census 1820 |
| ------------------------------ | ----------- | ----------- | ----------- | ----------- | ----------- | ----------- | ----------- | ----------- | ----------- | ----------- |
| Weiße                          | 98,5 %      | 98,3 %      | 98,6 %      | 98,5 %      | 98,7 %      | 98,4 %      | 97,5 %      | 95,1 %      | 92,2 %      | 88,2 %      |
| Schwarze oder Afroamerikaner   | 1,4 %       | 1,6 %       | 1,3 %       | 1,4 %       | 1,2 %       | 1,6 %       | 2,5 %       | 4,9 %       | 7,8 %       | 11,8 %      |
| — davon Sklaven2)              | –           | –           | –           | –           | –           | 0,0 %       | 0,0 %       | 0,0 %       | 0,0 %       | 2,6 %       |
| Asiaten                        | 0,1 %       | 0,1 %       | 0,1 %       | 0,0 %       | 0,0 %       | 0,0 %       | N/A         | N/A         | N/A         | N/A         |
| Native und Ureinwohner Alaskas | 0,0 %       | 0,0 %       | 0,0 %       | 0,0 %       | 0,0 %       | 0,0 %       | N/A         | N/A         | N/A         | N/A         |

1) Personen, die sich keiner der vorgegebenen Hautfarben zugeordnet haben; 2) Anteil schwarzer Sklaven an der Gesamtbevölkerung
Quellen: 2010,
2000,
1990,
1820–1980
| Herkunft1)                | ACS 2009 | Census 2000 | Census 1990 |
| ------------------------- | -------- | ----------- | ----------- |
| Westinder2)               | 12,6 %   | 11,5 %      | 8,5 %       |
| — Jamaikaner              | 3,5 %    | 3,5 %       | k. A.       |
| — Haitianer               | 2,8 %    | 3,0 %       | k. A.       |
| — Westinder3)             | 2,2 %    | 0,9 %       | k. A.       |
| — Trinidader und Tobagoer | 2,0 %    | 1,9 %       | k. A.       |
| — British West Indian4)   | 1,3 %    | 1,2 %       | k. A.       |
| Puerto-Ricaner            | 7,4 %    | 8,6 %       | 11,4 %      |
| Chinesen                  | 6,4 %    | 4,9 %       | 3,0 %       |
| Italiener                 | 6,1 %    | 7,5 %       | 10,5 %      |
| Russen                    | 3,9 %    | 3,8 %       | 3,3 %       |
| Dominikaner               | 3,7 %    | 2,7 %       | 2,4 %       |
| Mexikaner                 | 3,6 %    | 2,4 %       | 0,8 %       |
| Iren5)                    | 3,5 %    | 3,3 %       | 3,7 %       |
| Amerikaner6)              | 2,9 %    | 3,7 %       | 2,5 %       |
| Polen                     | 2,8 %    | 2,9 %       | 3,4 %       |
| Subsahara-Afrikaner       | 2,3 %    | 1,6 %       | 0,9 %       |
| Briten                    | 2,2 %    | 1,6 %       | 1,2 %       |
| — Engländer               | 1,4 %    | 0,9 %       | 0,8 %       |
| Deutsche7)                | 2,1 %    | 1,6 %       | 1,9 %       |
| Zentralamerikaner         | 1,8 %    | 1,4 %       | 1,6 %       |
| Araber                    | 1,7 %    | 1,4 %       | 1,1 %       |
| Guyaner                   | 1,5 %    | 1,6 %       | k. A.       |
| Europäer8)                | 1,2 %    | 0,5 %       | k. A.       |
| Ungarn                    | 1,1 %    | 0,7 %       | 0,7 %       |
| Ecuadorianer              | 1,1 %    | 0,8 %       | 0,8 %       |

1) bei gemischter Herkunft Mehrfachnennungen möglich (Total Ancestry Reported); 2) ohne Puerto Ricaner, Dominikaner und Kubaner; 3) Personen, die als Herkunft lediglich „Westindisch“ angeben; 4) Anguilla, Antigua und Barbuda, Britische Jungferninseln, Dominica, Montserrat, St. Kitts und Nevis, St. Lucia, St. Vincent und die Grenadinen und Turks- und Caicosinseln; 5) einschließlich Personen, die als Herkunft „Nordirisch“ angeben; ohne Personen, die „Scotch-Irish“ angeben; 6) Personen, die als Herkunft „Amerikanisch“ oder „Vereinigte Staaten“ angeben; 7) ohne Österreicher, Schweizer, Pennsylvania Dutch und Russlanddeutsche; 8) Personen, die als Herkunft lediglich „Europäisch“ angeben
Quellen:
ACS
2000
1990
| Geburtsort                      | ACS 2009 | Census 2000 | Census 1990 |
| ------------------------------- | -------- | ----------- | ----------- |
| Vereinigte Staaten              | 59,9 %   | 57,9 %      | 64,3 %      |
| Staat New York                  | 50,5 %   | 49,8 %      | 54,3 %      |
| anderer Bundesstaat             | 9,4 %    | 8,1 %       | 10,0 %      |
| Außengebiete der USA            | 2,6 %    | 3,5 %       | 5,4 %       |
| Puerto Rico                     | 2,5 %    | 3,3 %       | 4,9 %       |
| im Ausland von amerikan. Eltern | 1,0 %    | 0,8 %       | 1,0 %       |
| Ausland1)                       | 36,5 %   | 37,8 %      | 29,2 %      |
| Karibik                         | 12,1 %   | 19,5 %      | k. A.       |
| — Jamaika                       | 2,9 %    | 3,0 %       | k. A.       |
| — Dominikanische Republik       | 2,3 %    | 2,4 %       | k. A.       |
| — Trinidad und Tobago           | 2,2 %    | 2,1 %       | k. A.       |
| — Haiti                         | 2,0 %    | 2,5 %       | k. A.       |
| Osteuropa2)                     | 6,0 %    | 9,7 %       | k. A.       |
| — Russland                      | 2,0 %    | 2,1 %       | k. A.       |
| — Ukraine                       | 1,7 %    | 2,3 %       | k. A.       |
| Ostasien                        | 4,6 %    | 7,5 %       | k. A.       |
| — Volksrepublik China           | 4,2 %    | 2,9 %       | k. A.       |
| Mittelamerika3)                 | 3,3 %    | 19,5 %      | k. A.       |
| — Mexiko                        | 2,0 %    | 1,6 %       | k. A.       |
| Südamerika                      | 3,2 %    | 19,5 %      | k. A.       |
| — Guyana                        | 1,6 %    | 1,9 %       | k. A.       |
| Süd- und Zentralasien4)         | 1,8 %    | 1,0 %       | k. A.       |
| Vorderasien5)                   | 1,3 %    | 1,0 %       | k. A.       |
| Afrika                          | 1,1 %    | 1,0 %       | k. A.       |

1) ohne Personen, die im Ausland oder auf hoher See von amerikanischen Eltern geboren wurden; 2) Albanien, Bosnien und Herzegowina, Bulgarien, Kroatien, Lettland, Litauen, Mazedonien, Moldawien, Polen, Rumänien, Russland, Serbien, Slowakei, Tschechien, Ukraine, Ungarn, Weißrussland u. a.; 3) ohne Westindische Inseln; 4) einschließlich Afghanistan und Iran; 5) einschließlich Türkei, ohne Iran
Quellen: ACS 2000 1990
| Staatsbürgerschaft         | ACS 2009 | Census 2000 | Census 1990 |
| -------------------------- | -------- | ----------- | ----------- |
| Amerikaner                 | 83,2 %   | 80,1 %      | 82,9 %      |
| Gebürtige Amerikaner1)     | 63,5 %   | 62,2 %      | 70,8 %      |
| Eingebürgerte Amerikaner2) | 19,7 %   | 17,8 %      | 12,1 %      |
| Ausländer3)                | 16,8 %   | 19,9 %      | 17,1 %      |

1) Native; 2) Naturalized U.S. citizen; 3) Not a U.S. citizen
Quellen: ACS 2000 1990

## Sprachen
Brooklyn weist eine hohe sprachliche Diversität auf. Englisch ist für gut die Hälfte der Einwohner (54,8 Prozent) die Erstsprache. Die zweitwichtigste Sprache ist Spanisch, das von 16,9 Prozent zuhause verwendet wird. Die übrigen 28,3 Prozent verteilen sich auf zahlreiche weitere Sprachen, darunter 6,0 Prozent Chinesisch und 5,6 Prozent Russisch.
Insgesamt geben 75,8 Prozent der Einwohner von Brooklyn an, Englisch als Erst- oder Zweitsprache zu verwenden. Entsprechend liegt der Anteil der Personen, die Englisch nicht sehr gut können, mit 24,2 Prozent weit über dem amerikanischen Durchschnitt (8,6 Prozent). Die Verteilung der Englischkenntnisse ist unter den Bevölkerungsgruppen zudem sehr unterschiedlich. Werte von über 90 Prozent bei den englischen Muttersprachlern und über 98 Prozent bei allen Personen, die Englisch sehr gut beherrschen, erreichen nur Herkunftsgruppen aus ohnehin englischsprachigen Ländern wie Engländer, Iren, Jamaikaner und Guyaner. Ebenfalls verfügen Afroamerikaner, Deutsche und Italiener über verhältnismäßig gute Englischkenntnisse. Am seltensten wird Englisch von Chinesen, Ecuadorianern, Dominikanern und Mexikanern gesprochen. Bei diesen Gruppen liegt der Anteil der Muttersprachler unter 10 Prozent und einschließlich Zweisprachigen unter 50 Prozent.
| Sprache1)                 | ACS 2009 | Census 2000 | Census 1990 |
| ------------------------- | -------- | ----------- | ----------- |
| Englisch2)                | 54,8 %   | 53,3 %      | 60,3 %      |
| Spanisch3)                | 16,9 %   | 18,0 %      | 18,0 %      |
| Chinesisch                | 6,0 %    | 4,8 %       | 2,8 %       |
| Russisch                  | 5,6 %    | 6,0 %       | 2,1 %       |
| Jiddisch                  | 3,4 %    | 3,1 %       | 3,2 %       |
| Französisches Kreolisch4) | 2,7 %    | 2,7 %       | k. A.       |
| Hebräisch                 | 1,4 %    | 1,1 %       | k. A.       |
| Italienisch               | 1,3 %    | 2,1 %       | 3,7 %       |
| Arabisch                  | 1,1 %    | 1,1 %       | 0,7 %       |
| Polnisch                  | 0,9 %    | 1,4 %       | 1,1 %       |
| Französisch5)             | 0,9 %    | 1,6 %       | 3,4 %6)     |
| Urdu                      | 0,6 %    | 0,7 %       | k. A.       |
| Afrikanische Sprachen     | 0,5 %    | 0,5 %       | k. A.       |
| ... Deutsch               | 0,2 %    | 0,2 %       | 0,3 %       |
| sonstige Sprachen         | 3,7 %    | 3,4 %       | 4,4 %       |

1) Sprache, die zuhause gesprochen wird (Language spoken at home), Bevölkerung ab 5 Jahren; 2) Anteil der Personen, die zuhause nur Englisch sprechen; Personen, die zuhause sowohl Englisch als auch eine andere Sprache sprechen, werden ausschließlich der anderen Sprache zugerechnet; 3) einschließlich spanisches Kreolisch; 4) vor allem Haitianisch-Kreolisch; 5) einschließlich Patois und Cajun; 6) einschließlich französisches Kreolisch
Quellen: ACS 2000 1990
| Bevölkerungs-/ Herkunftsgruppe | Erstsprache1) | Erst- und Zweitsprache2) |
| ------------------------------ | ------------- | ------------------------ |
| Schwarze/Afroamerikaner3)      | 86,2 %        | 94,4 %                   |
| Weiße3)                        | 55,4 %        | 77,5 %                   |
| Hispanics                      | 16,7 %        | 56,6 %                   |
| Asiaten3)                      | 11,2 %        | 39,7 %                   |
| Guyaner                        | 98,1 %        | 98,9 %                   |
| Iren                           | 96,0 %        | 99,5 %                   |
| Jamaikaner                     | 96,6 %        | 99,4 %                   |
| Engländer                      | 93,5 %        | 98,8 %                   |
| Deutsche                       | 86,1 %        | 97,4 %                   |
| Italiener                      | 75,8 %        | 89,6 %                   |
| Subsahara-Afrikaner            | 67,4 %        | 88,1 %                   |
| Polen                          | 50,3 %        | 72,8 %                   |
| Ungarn                         | 36,5 %        | 75,0 %                   |
| Araber                         | 31,1 %        | 64,6 %                   |
| Inder                          | 29,1 %        | 62,0 %                   |
| Russen                         | 28,8 %        | 54,4 %                   |
| Puerto-Ricaner                 | 25,8 %        | 74,0 %                   |
| Haitianer                      | 14,1 %        | 60,4 %                   |
| Mexikaner                      | 07,7 %        | 32,3 %                   |
| Dominikaner                    | 06,2 %        | 49,0 %                   |
| Ecuadorianer                   | 05,8 %        | 31,7 %                   |
| Chinesen                       | 05,8 %        | 30,5 %                   |
| Gesamtbevölkerung              | 54,4 %        | 75,8 %                   |
| zum Vergleich: NYC4)           | 52,6 %        | 76,8 %                   |
| zum Vergleich: USA5)           | 80,2 %        | 91,4 %                   |

1) Anteil der Personen ab 5 Jahren, die zuhause nur Englisch sprechen; 2) Anteil der Personen ab 5 Jahren, die Englisch sehr gut beherrschen; 3) ohne Hispanics; 4) Gesamtbevölkerung von New York City; 5) Gesamtbevölkerung der Vereinigten Staaten
Quelle: ACS 2007–2009

## Religionen
Die größte Konfessionsgruppe in Brooklyn stellt die römisch-katholische Kirche mit einem Bevölkerungsanteil von 37 Prozent dar. Weitere 15 Prozent der Einwohner sind Juden und 9 Prozent Protestanten verschiedener Richtungen. 37 Prozent der Befragten sind konfessionslos oder wollten sich keiner der erfassten Religionen zuordnen.
| Religionen 2000                        | Anzahl Personen | Anteil (%) |
| -------------------------------------- | --------------- | ---------- |
| Christen                               | 1.115.051       | 45,2 %     |
| Katholiken                             | 912.509         | 37,0 %     |
| Mainline-Protestanten                  | 102.191         | 4,1 %      |
| — Amerikanische Baptistenkirchen USA   | 57.755          | 2,3 %      |
| — Episkopalkirche                      | 15.352          | 0,6 %      |
| — Evangelisch-methodistische Kirche    | 12.821          | 0,5 %      |
| Evangelikale Protestanten              | 86.054          | 3,5 %      |
| — Siebenten-Tags-Adventisten           | 22.273          | 0,9 %      |
| — Unabhängige charismatische Kirchen   | 20.400          | 0,8 %      |
| — Assemblies of God                    | 15.600          | 0,6 %      |
| Orthodoxe                              | 11.217          | 0,5 %      |
| Juden                                  | 379.000         | 15,4 %     |
| Muslime                                | 57.897          | 2,3 %      |
| Konfessionslose, sonstige, ohne Angabe | 913.378         | 37,0 %     |

Quelle: Association of Religion Data Archives

## Wirtschaftliche Lage und Bildung
Brooklyn zählt zu den strukturell schwächeren Counties der Vereinigten Staaten.  Das Pro-Kopf-Einkommen liegt mit 23.370 Dollar 14 Prozent unter dem Landesdurchschnitt und sogar 24 Prozent unter dem Durchschnitt von New York City. Zudem ist der Wohlstand unter den verschiedenen Bevölkerungsgruppen sehr ungleich verteilt. Weiße sind im Durchschnitt die mit Abstand reichste Gruppe. Die Einkommen von Schwarzen und Asiaten liegen meist unter dem Bevölkerungsdurchschnitt, während Hispanics noch deutlich ärmer sind. Nach Herkunft sind Engländer am wohlhabendsten und Mexikaner am ärmsten, wobei die ersteren im Schnitt fast fünfmal so vielverdienen wie die letzteren. Alle nicht-europäischen Herkunftsgruppen haben Einkommen unter dem Bevölkerungsdurchschnitt.
Die Arbeitslosenquote ist mit 7,9 Prozent ähnlich hoch wie in den Vereinigten Staaten und in New York City. Die niedrigste Arbeitslosigkeit herrscht unter Mexikanern (4,7 Prozent), die höchste unter Schwarzen (10,4 Prozent) und Puerto-Ricanern (11,6 Prozent). Der Anteil der Personen, die unterhalb der Armutsgrenze leben, ist in Brooklyn mit 21,5 Prozent weit höher als im amerikanischen Durchschnitt (13,6 Prozent). Am häufigsten sind Ungarn von Armut betroffen (44,7 Prozent), am seltensten Iren (8,6 Prozent) und Engländer (9,7 Prozent).
Das Bildungsniveau in Brooklyn liegt gemessen an den Schulabschlüssen etwa im amerikanischen Durchschnitt. Von den Personen ab 25 Jahren haben 77,5 Prozent einen High-School-Abschluss (USA: 84,9 Prozent) und 28,7 Prozent einen Bachelor-Abschluss (USA: 27,8 Prozent). Weiße haben im Allgemeinen die beste, Hispanics die schlechteste schulische Bildung. Schwarze haben im Durchschnitt eine solide High-School-Bildung, aber seltener einen Bachelor-Abschluss. Asiaten haben unterdurchschnittlich häufig einen High-School-Abschluss, liegen aber bei den höheren Bachelor-Abschlüssen fast im Bevölkerungsdurchschnitt. Von den statistisch erfassten Herkunftsgruppen haben Engländer und Deutsche sowohl in Bezug auf High-School- als auch Bachelor-Abschluss die beste, Mexikaner jeweils die schlechteste Ausbildung. Engländer haben dabei im Durchschnitt gut achtmal häufiger einen Bachelor-Abschluss als Mexikaner.
| Bevölkerungs-/ Herkunftsgruppe | Einkommen/ Einwohner in USD1) | Einkommen/ Einwohner ∅ = 1002) | Arbeitslosig- keit3) | Armuts- quote4) | Bildung: High School5) | Bildung: Bachelor6) |
| ------------------------------ | ----------------------------- | ------------------------------ | -------------------- | --------------- | ---------------------- | ------------------- |
| Weiße7)                        | 31.922 $                      | 137                            | 05,5 %               | 17,9 %          | 88,1 %                 | 43,6 %              |
| Schwarze/Afroamerikaner7)      | 20.042 $                      | 86                             | 10,4 %               | 20,8 %          | 80,7 %                 | 19,6 %              |
| Asiaten7)                      | 18.114 $                      | 78                             | 07,2 %               | 22,4 %          | 58,9 %                 | 27,4 %              |
| Hispanics                      | 15.351 $                      | 66                             | 08,4 %               | 29,5 %          | 57,7 %                 | 12,2 %              |
| Engländer                      | 54.837 $                      | 235                            | 07,8 %               | 09,7 %          | 95,1 %                 | 65,4 %              |
| Deutsche                       | 47.440 $                      | 203                            | 05,8 %               | 11,1 %          | 95,8 %                 | 61,4 %              |
| Iren                           | 43.328 $                      | 185                            | 06,7 %               | 08,6 %          | 92,8 %                 | 50,7 %              |
| Polen                          | 34.329 $                      | 147                            | 05,9 %               | 15,1 %          | 90,4 %                 | 43,3 %              |
| Italiener                      | 33.785 $                      | 145                            | 06,5 %               | 09,8 %          | 82,2 %                 | 28,2 %              |
| Russen                         | 32.700 $                      | 140                            | 05,3 %               | 16,2 %          | 91,8 %                 | 53,7 %              |
| Guyaner                        | 23.130 $                      | 99                             | 07,9 %               | 13,2 %          | 81,6 %                 | 21,0 %              |
| Jamaikaner                     | 22.591 $                      | 97                             | 09,4 %               | 13,5 %          | 79,4 %                 | 19,0 %              |
| Inder                          | 21.966 $                      | 94                             | 06,6 %               | 25,8 %          | 76,5 %                 | 40,9 %              |
| Subsahara-Afrikaner            | 21.905 $                      | 94                             | 09,1 %               | 17,2 %          | 84,0 %                 | 26,0 %              |
| Araber                         | 21.214 $                      | 91                             | 07,1 %               | 19,4 %          | 81,0 %                 | 31,3 %              |
| Haitianer                      | 19.872 $                      | 85                             | 08,3 %               | 15,2 %          | 78,5 %                 | 20,6 %              |
| Ungarn                         | 18.698 $                      | 80                             | 06,2 %               | 44,7 %          | 81,3 %                 | 28,0 %              |
| Chinesen                       | 16.052 $                      | 69                             | 07,8 %               | 21,8 %          | 49,9 %                 | 19,4 %              |
| Puerto-Ricaner                 | 16.007 $                      | 68                             | 11,6 %               | 33,7 %          | 60,3 %                 | 10,6 %              |
| Ecuadorianer                   | 14.264 $                      | 61                             | 06,9 %               | 23,5 %          | 49,8 %                 | 08,8 %              |
| Dominikaner                    | 12.743 $                      | 55                             | 08,0 %               | 30,8 %          | 54,7 %                 | 11,1 %              |
| Mexikaner                      | 11.622 $                      | 50                             | 04,7 %               | 34,2 %          | 42,0 %                 | 07,8 %              |
| Gesamtbevölkerung              | 23.370 $                      | 100                            | 07,9 %               | 21,5 %          | 77,5 %                 | 28,7 %              |
| zum Vergleich: NYC8)           | 30.949 $                      | 132                            | 08,2 %               | 18,5 %          | 79,0 %                 | 33,6 %              |
| zum Vergleich: USA9)           | 27.100 $                      | 116                            | 07,5 %               | 13,6 %          | 84,9 %                 | 27,8 %              |

1) Einkommen der vergangenen zwölf Monate in für 2009 inflationsbereinigten US-Dollar; 2) durchschnittliches Einkommen der Gesamtbevölkerung = 100; 3) Anteil der Arbeitslosen an allen zivilen Erwerbspersonen; 4) Anteil der Personen unterhalb der Armutsgrenze; die Armutsgrenze wird jährlich neu definiert; 5) Anteil der Personen ab 25 Jahren mit High-School-Abschluss oder einem höheren Abschluss; 6) Anteil der Personen ab 25 Jahren mit Bachelor-Abschluss oder einem höheren Abschluss; 7) ohne Hispanics; 8) Gesamtbevölkerung von New York City; 9) Gesamtbevölkerung der Vereinigten Staaten
Quelle: ACS 2007–2009